# USS Remey (DD-688)
USS Remey (DD-688) là một tàu khu trục lớp Fletcher được Hải quân Hoa Kỳ chế tạo trong Chiến tranh Thế giới thứ hai. Nó là chiếc tàu chiến duy nhất của Hải quân Mỹ được đặt theo tên Chuẩn đô đốc George C. Remey (1841–1928), người tham gia cuộc Nội chiến Hoa Kỳ và Chiến tranh Tây Ban Nha-Hoa Kỳ. Nó đã hoạt động cho đến hết Thế Chiến II, ngừng hoạt động một thời gian ngắn, rồi tái biên chế trở lại năm 1951 và tiếp tục hoạt động cho đến khi xuất biên chế năm 1963 và bị tháo dỡ năm 1976. Nó được tặng thưởng mười Ngôi sao Chiến trận do thành tích phục vụ trong Thế Chiến II.

## Thiết kế và chế tạo
Remey được đặt lườn tại xưởng tàu của hãng Bath Iron Works Corp. ở Bath, Maine vào ngày 22 tháng 3 năm 1943. Nó được hạ thủy vào ngày 25 tháng 7 năm 1943; được đỡ đầu bởi cô Angelica G. Remey, con gái Chuẩn đô đốc Remey, và nhập biên chế vào ngày 30 tháng 9 năm 1943 dưới quyền chỉ huy của Trung tá Hải quân Reid P. Fiala.

## Lịch sử hoạt động

### Thế Chiến II
Trong vai trò soái hạm của Hải đội Khu trục 54, Remey khởi hành từ Boston, Massachusetts vào ngày 5 tháng 12 năm 1943 để đi sang khu vực Mặt trận Thái Bình Dương. Nó hộ tống các tàu chiến chủ lực trên đường đi, băng qua kênh đào Panama vào giữa tháng 12, và đi đến San Diego, California để trình diện phục vụ cùng Lực lượng Đổ bộ 5 vào ngày 20 tháng 12.

#### Các quần đảo Marshall - Mariana
Remey thực hành huấn luyện cùng các đơn vị thuộc Sư đoàn 4 Thủy quân Lục chiến cho đến ngày 13 tháng 1 năm 1944, khi nó lên đường đi về phía Tây hộ tống cho Lực lượng Đặc nhiệm 53, Lực lượng Tấn công phía Bắc cho cuộc đổ bộ lên quần đảo Marshall. Trong khi bắn phá Wotje từ ngày 29 tháng 1 đến ngày 5 tháng 2, nó va phải một dãi san hô không được thể hiện trên hải đồ, nhưng vẫn tiếp tục bảo vệ cho các tàu vận chuyển và Đội tàu sân bay 22, cũng như bắn hỏa lực hỗ trợ cho lực lượng tham gia Trận Kwajalein. Nó lên đường quay trở về Majuro vào ngày 6 tháng 2, rồi tiếp tục đi Trân Châu Cảng để sửa chữa.
Sau khi hoàn tất sửa chữa, Remey thực hiện một chuyến đi hộ tống vận tải khứ hồi đến San Francisco, California, rồi tháp tùng tàu sân bay hộ tống Bataan (CVL-29) đi Majuro. Tại đây từ ngày 9 đến ngày 29 tháng 4, nó hộ tống các tàu ngầm ra vào vũng biển. Con tàu quay trở lại Trân Châu Cảng vào ngày 4 tháng 5, tham gia thực tập cùng các tàu sân bay tại vùng biển Hawaii trước khi lên đường đi quần đảo Mariana vào ngày 31 tháng 5. Ghé qua Kwajalein trên đường đi, nó đi đến ngoài khơi Saipan vào ngày 14 tháng 6, và đã cùng đơn vị Hỗ trợ Hỏa lực 1 bắn phá xuống hòn đảo.
Tiếp cận gần bờ ở khoảng cách 4.000 yd (3.700 m), Remey bị các khẩu đội pháo bờ biển Nhật Bản nhắm bắn, và hỏa lực bắn trả của nó đã tiêu diệt hai khẩu đội pháo; và sang sáng hôm sau, đang khi hộ tống cho thiết giáp hạm Tennessee (BB-43) ngoài khơi Tinian, nó lại phá hủy thêm ba khẩu đội pháo đối phương. Đến xế trưa, chiếc tàu khu trục lại bắn phá Saipan rồi bắn hỏa lực phản pháo trong suốt ngày đó và cả ngày hôm sau. Vào ngày 17 tháng 6, nó bắn pháo hỗ trợ cho cuộc tấn công tại Saipan, rồi quay trở lại bảo vệ cho các thiếp giáp hạm vào ngày 18 tháng 6, hộ tống chúng trong suốt các đợt không kích trong Trận chiến biển Philippine. Nó tiếp nối nhiệm vụ bắn phá bờ biển vào ngày 22 tháng 6, nhắm vào các điểm tập trung quân và kho iếp liệu đối phương. Trong suốt tháng 6 và tháng 7, nó ở lại khu vực này, hỗ trợ các hoạt động tại Saipan, rồi mở rộng sang hỗ trợ cho trận chiến tại Tinian từ ngày 24 tháng 7.
Vào ngày 8 tháng 8, Remey lên đường đi quần đảo Marshall, rồi tiếp tục đi đến quần đảo Solomon nơi Lực lượng Đặc nhiệm 32 được tập trung tổng dượt chuẩn bị cho cuộc tấn công lên quần đảo Palau. Lực lượng lên đường một tháng sau đó, đi đến mục tiêu vào ngày 15 tháng 8, nơi chiếc tàu khu trục bắn phá Babelthuap, rồi sang ngày 16-17 tháng 8 lại nả pháo xuống Angaur. Đến ngày 23 tháng 8, nó đi về phía Nam, và đến ngày 27 tháng 8 đã thả neo tại cảng Seeadler, Manus, chuẩn bị cho chiến dịch tiếp theo nhằm tái chiếm Philippines.

#### Philippines

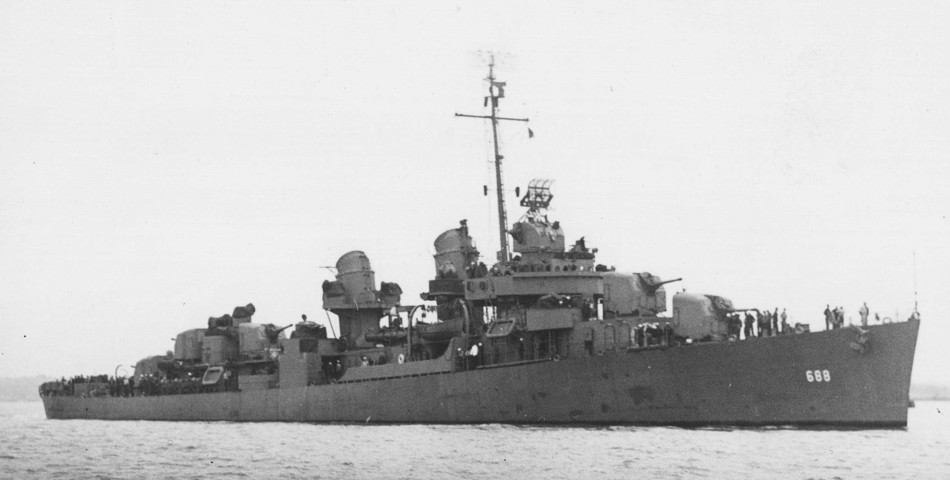
USS Remey trong Thế Chiến II.

Remey khởi hành đi Leyte, Philippines vào ngày 11 tháng 10, băng qua mũi phía cực Bắc của đảo Dinagat trong đêm 19-20 tháng 10, và sang sáng hôm sau đã hộ tống các tàu vận tải đi đến khu vực tấn công. Nó sau đó tuần tra ở khu vực eo biển Surigao cho đến ngày 24 tháng 10, càn quét tàu bè đối phương, rồi chuẩn bị cho cuộc đối đầu với Lực lượng phía Nam Nhật Bản, một trong ba gọng kìm mà Hải quân Đế quốc Nhật Bản tung ra nhằm đối phó với cuộc đổ bộ của Đồng Minh lên Philippines.
Chuẩn đô đốc Jesse B. Oldendorf đã bố trí lực lượng dưới quyền bao gồm thiết giáp hạm, tàu tuần dương và tàu khu trục theo đội hình cho trận hải chiến cuối cùng theo hàng chiến trận. Đại tá Hải quân Jesse B. Coward, Tư lệnh Hải đội Khu trục 54, cũng chia các tàu khu trục dưới quyền thành hai nhóm phía Đông và phía Tây để tấn công bằng ngư lôi vào đội hình quân Nhật khi chúng vượt qua eo biển.
Báo cáo của các xuồng phóng lôi tuần tra theo dõi đối phương cho thấy chúng tiến chậm, và đến 02 giờ 11 phút ngày 25 tháng 10, Remey dẫn đầu đơn vị tấn công phía Đông bao gồm các tàu khu trục McGowan (DD-678) và Melvin (DD-680) tiến xuống phía Nam theo đội hình tấn công. Họ bắt gặp đối phương trên màn hình radar lúc 02 giờ 35 phút, và bất chấp những khó khăn về hoa tiêu, bắt đầu tiếp cận mục tiêu. Ngay trước 03 giờ 00, bị chiếu sáng trong một lúc ngắn bởi một đèn pha tìm kiếm đối phương; và lúc đúng 03 giờ 00, cả ba chiếc tàu khu trục đã đồng loạt phóng tổng cộng 27 quả ngư lôi chỉ trong vòng hai phút. Ánh lửa do thuốc nổ phóng ngư lôi đã khiến bộc lộ vị trí của Remey và nó lại bị chiếu sáng, bị đạn pháo 6-inch đối phương nhắm tới vây quanh. Con tàu đã thả khói ngụy trang và cơ động rút lui về hướng bờ biển đảo Dinagat, đi đến điểm hẹn gặp gỡ ngoài khơi đảo Hibuson, nơi hải đội chứng kiến diễn biến tiếp theo của trận đánh, khi các tàu chiến dưới quyền Phó đô đốc Shoji Nishimura bị tiêu diệt bởi hỏa lực áp đảo của các thiết giáp hạm và tàu tuần dương của Oldendorf.
Sang ngày hôm sau, Remey rút lui khỏi vịnh Leyte, và thả neo tại vịnh Humboldt vào ngày 30 tháng 10. Trong tháng 11, nó hộ tống các đoàn tàu vận tải tăng viện đi đến Leyte, và sang tháng 12 gia nhập Đội khu trục 22 cho các hoạt động trong biển Sulu nhằm hỗ trợ cho cuộc đổ bộ lên Mindoro. Quay trở lại khu vực New Guinea-quần đảo Admiralty vào cuối tháng đó, nó khởi hảnh từ đảo Manus vào ngày 2 tháng 1 năm 1945, đi đến ngoài khơi Luzon vào ngày 11 tháng 1 cùng lực lượng tăng viện để bổ sung cho lực lượng tấn công đã đổ bộ lên Lingayen hai ngày trước đó. Nó lên đường vào ngày 15 tháng 1, đi đến Ulithi tám ngày sau đó, nơi nó gia nhập Lực lượng Đặc nhiệm 58, lực lượng tàu sân bay nhanh trực thuộc Đệ Ngũ hạm đội (sau này là Lực lượng Đặc nhiệm 38 trực thuộc Đệ Tam hạm đội).

#### Chính quốc Nhật Bản
Vào ngày 10 tháng 2, Remey lên đường cùng Đội đặc nhiệm 58.5 để di chuyển lên phía Bắc đến chính quốc Nhật Bản, hộ tống cho các tàu sân bay khi máy bay của chúng tiến hành bắn phá khu vực Tokyo, và sau đó di chuyển xuống phía Nam đến Iwo Jima. Nó hỗ trợ cho hoạt động tác chiến tại các quần đảo Volcano và quần đảo Bonin cho đến ngày 9 tháng 3, trước khi đi đến Ulithi cho một lượt nghỉ ngơi chỉ kéo dài hai ngày. Vào ngày 14 tháng 3, nó lên đường cùng Đội đặc nhiệm 58.4 để tấn công các cơ sở đối phương, tàu bè và điểm tập trung quân chung quanh Kyūshū và quần đảo Ryūkyū. Vào ngày 1 tháng 4, đội đặc nhiệm đã hỗ trợ cho cuộc đổ bộ lên bãi biển Hagushi thuộc Okinawa, rồi tiếp tục ở lại khu vực này cho đến ngày 11 tháng 5, hỗ trợ cho cuộc chiến đấu khó khăn nhằm giành quyền kiểm soát hòn đảo tiền đồn Nhật Bản quan trọng này. Sau khi được tiếp liệu tại Ulithi và đổi tên thành Đội đặc nhiệm 38.4, đơn vị quay trở lại Okinawa trước cuối tháng đó. Remey gia nhập Đội đặc nhiệm 30.4 vào ngày 8 tháng 6, để tiến hành bắn phá Okino Daito, rồi quay lại cùng Đội đặc nhiệm 38.4 vào ngày hôm sau và rút lui về Leyte vào ngày 11 tháng 6.
Vào ngày 1 tháng 7, các tàu sân bay nhanh lại sẵn sàng để không kích lên các đảo chính quốc Nhật Bản. Trong ngày 10 tháng 7, các phi vụ được tung ra nhắm vào Tokyo, và trong các ngày 13 và 14 tháng 7 xuống phía Bắc đảo Honshū và Hokkaidō. Trong đêm 14-15 tháng 7, Remey tham gia bắn phá Muroran; và đến ngày 16 tháng 7, nó hộ tống các tàu sân bay cho những đợt không kích tiếp theo xuống Honshū trước khi gia nhập đội bắn phá khi chúng tấn công Hitachi. Nó gia nhập trở lại Đội đặc nhiệm 38.4 vào ngày 18 tháng 7, rồi được điều sang Đội đặc nhiệm 38.3 hỗ trợ cho hoạt động không kích xuống Shikoku và Kyūshū, tập trung vào Kobe từ ngày 20 tháng 7 đến ngày 22 tháng 7. Các cuộc không kích xuống các đảo phía Nam được tiếp nối, nhưng vào ngày 30 tháng 7, các khu vực Tokyo và Nagoya lại là mục tiêu bị đánh phá. Hoàn cảnh thời tiết xấu, đặc biệt là một cơn bão, đã trì hoãn những đợt tấn công tiếp theo cho đến ngày 9 tháng 8, khi Honshū lại bị tấn công.
Được cho tách ra vào ngày hôm sau, Remey cùng hải đội của nó đi đến quần đảo Kuril nơi chúng gia nhập Lực lượng Đặc nhiệm 92 cho các cuộc càn quét tàu bè đối phương trong biển Okhotsk vào ngày 11 tháng 8, rồi hướng đến đảo Adak, Alaska trên đường quay về vùng bờ Tây để đại tu. Tại Adak vào ngày 14 tháng 8, nó nhận được tin tức về việc Nhật Bản đầu hàng, và mệnh lệnh gia nhập trở lại Lực lượng Đặc nhiệm 92 cho nhiệm vụ chiếm đóng khu vực Ominato. Nó rời quần đảo Aleut vào cuối tháng 8, ở lại vùng biển Nhật Bản cho đến ngày 15 tháng 9, khi nó lên đường quay trở về San Francisco.
Đến nơi vào ngày 1 tháng 10 năm 1945, Remey chuyển đến San Diego vào tháng 12, và đưa vào thành phần dự bị từ tháng 1 năm 1946. Remey được cho xuất biên chế vào ngày 10 tháng 12 năm 1946 và neo đậu tại San Diego cho đến khi được huy động trở lại do việc chiến tranh bùng nổ tại Triều Tiên.

### 1951 – 1963
Remey được cho nhập biên chế trở lại vào ngày 14 tháng 11 năm 1951, và khởi hành vào ngày 15 tháng 2 năm 1952 để đi sang vùng bờ Đông Hoa Kỳ, trình diện để phục vụ cùng Hạm đội Đại Tây Dương vào ngày 28 tháng 2. Đặt cảng nhà tại Newport, Rhode Island, nó tăng cường sức mạnh cho Đệ Nhị hạm đội khi những tàu khu trục khác được gửi sang Viễn Đông tham gia lực lượng hải quân Liên Hợp Quốc tại Triều Tiên.
Trong một năm rưỡi tiếp theo, Remey hoạt động tại vùng Tây Đại Tây Dương và vùng biển Caribe. Vào mùa Thu năm 1953, nó được điều động ngắn hạn sang vùng biển Châu Âu để tham gia tập trận cùng Hải quân Hoàng gia Anh, tiếp nối bởi tập trận cùng Đệ Lục hạm đội tại Địa Trung Hải. Sáu tháng sau khi quay trở về Newport, nó lên đường đi sang Viễn Đông, hoạt động cùng Đệ Thất hạm đội trong mùa Hè. Từ tháng 6 đến tháng 9 năm 1954, nó hoạt động tại Triều Tiên, Nhật Bản và Philippines trước khi lên đường vào ngày 24 tháng 9 để quay trở về nhà qua ngã kênh đào Suez, hoàn tất chuyến đi vòng quanh thế giới vào ngày 28 tháng 11.
Remey ở lại vùng Tây Đại Tây Dương suốt năm 1955, rồi lại gia nhập Đệ Lục hạm đội vào mùa Xuân năm 1956 khi căng thẳng gia tăng tại khu vực Đông Địa Trung Hải. Từ ngày 31 tháng 3 đến ngày 12 tháng 5, khi binh lính Anh chuẩn bị rút khỏi Suez, nó tuần tra tại khu vực Hồng Hải và vịnh Péc xích, và đến cuối tháng 5 đã quay trở về Newport để thực hành huấn luyện và thực tập chống tàu ngầm. Khi Ai Cập quốc hữu hóa kênh đào Suez vào tháng 7, các nước Tây Âu trả đũa bằng các đòn cấm vận kinh tế; nhiều nỗ lực hòa giải được đề nghị trong tháng 8 và tháng 9 không ngăn được chiến tranh nổ ra vào cuối tháng 10. Trong khi đó bất ổn tiếp tục diễn ra tại Síp và xung đột nội bộ tại Ba Lan và Hungary. Vào ngày 6 tháng 11, Remey lên đường quay trở lại Địa Trung Hải thực hiện các chuyến tuần tra cho đến khi lực lượng Israel chấp nhận rút khỏi bán đảo Sinai vào cuối tháng 1 năm 1957.
Remey ở lại vùng bờ Đông suốt mùa Xuân năm 1958, và sang mùa Hè đã tập trận tại khu vực Bắc Đại Tây Dương và Bắc Hải. Quay trở về căn cứ vào tháng 8, nó tiếp tục các đợt thực hành chống tàu ngầm, và đến tháng 10 đảm nhiệm vai trò tàu huấn luyện cho Lực lượng Khu trục.
Được cho tách ra vào cuối năm đó, Remey chuyển cảng nhà đến thành phố New York và đảm nhiệm vai trò soái hạm của Hải đội Hộ tống Dự bị 2 (sau này là Hải đội Khu trục Dự bị 2). Sau sự kiện Đông và Tây Berlin bị chia cắt vào giữa tháng 8 năm 1961, nó lại được chọn để tái ngũ cùng hạm đội hiện dịch, được phân về Đội khu trục 201. Trong tháng 12 năm đó và tháng 1 năm 1962, con tàu tuần tra tại Bắc Hải, rồi quay trở về Newport vào tháng 2, và tiếp nối nhiệm vụ huấn luyện Hải quân Dự bị vào tháng 8. Đến tháng 9 năm 1963, nó đi đến Philadelphia nơi con tàu được cho ngừng hoạt động vào ngày 30 tháng 12 năm 1963, và giữ lại trong thành phần Hạm đội Dự bị Đại Tây Dương.
Tên của Remey được cho rút khỏi danh sách Đăng bạ Hải quân vào ngày 1 tháng 12 năm 1974; và con tàu bị bán để tháo dỡ vào ngày 10 tháng 6 năm 1976.

## Phần thưởng
Remey được tặng thưởng mười Ngôi sao Chiến trận do thành tích phục vụ trong Thế Chiến II.